# Beibuschbach
Der Beibuschbach ist ein rechter Zufluss der Laufach im Landkreis Aschaffenburg im bayerischen Spessart.

## Geographie

### Verlauf

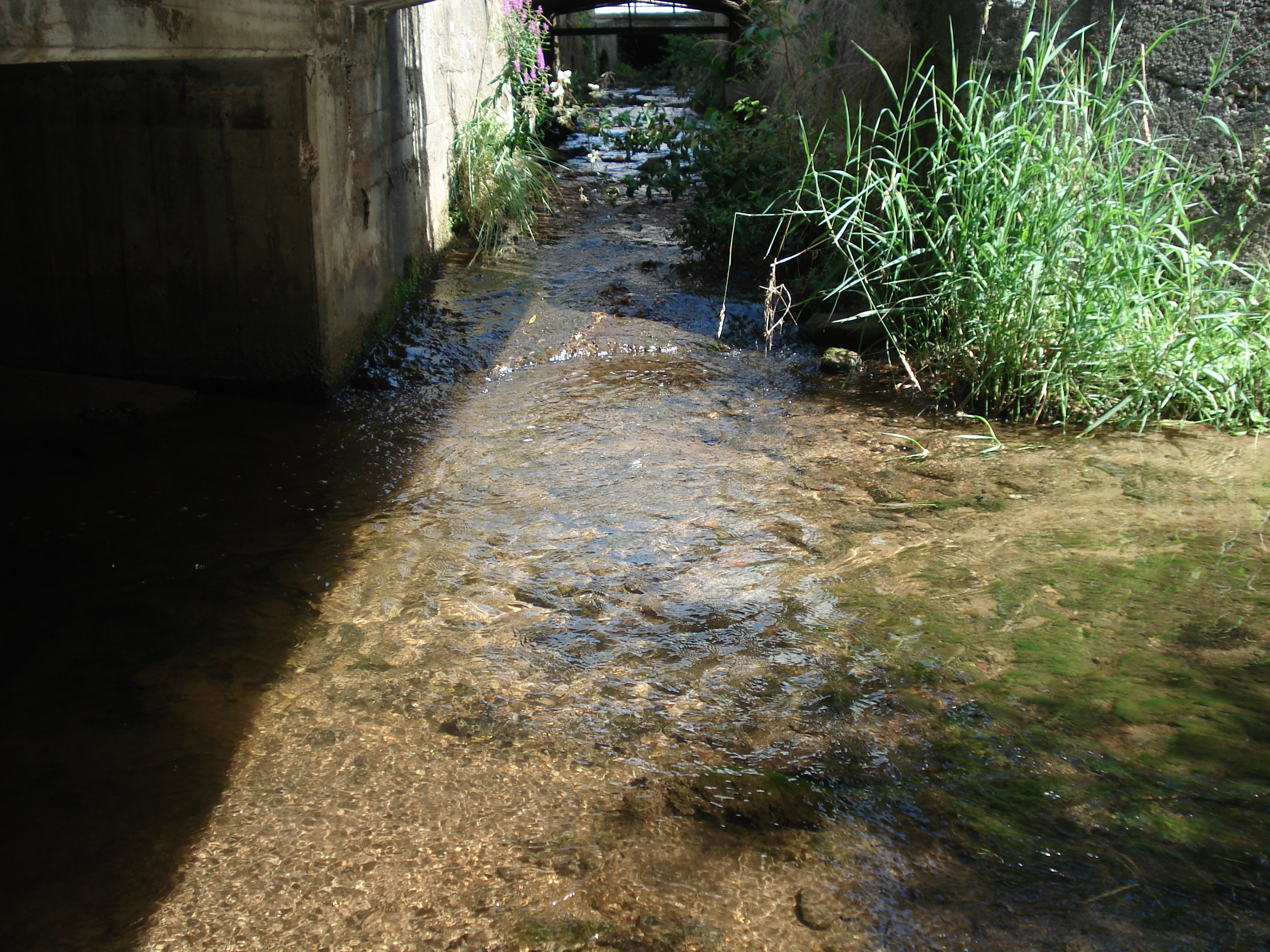
Der Beibuschbach (hinten) mündet in die Laufach

Der Beibuschbach entspringt als Kehrbach im Kehrbachborn an der Steigkoppe (502 m), am Fuße des Bergrückens der Eselshöhe, südlich von Jakobsthal im Sailaufer Forst. 
Der Kehrbach fließt in südliche Richtung und nimmt den Kammerbach auf. Von dort ab trägt er den Namen Beibuschbach. Er verlässt den Wald und erreicht Laufach. Dort mündet ihm der Kleine Kirrbach zu. Der Beibuschbach unterquert die B 26 und mündet in die Laufach.

### Zuflüsse
- Kammerbach (links)
- Kleiner Kirrbach (links)

### Flusssystem Aschaff
- Fließgewässer im Flusssystem Aschaff